# Paea
Paea – miasto w Polinezji Francuskiej; na wyspie Tahiti; 14 tys. mieszkańców (2006). Przemysł spożywczy.